# Колле-ді-Валь-д'Ельза
Колле-ді-Валь-д'Ельза (італ. Colle di Val d'Elsa) — муніципалітет в Італії, у регіоні Тоскана,  провінція Сієна.
Колле-ді-Валь-д'Ельза розташоване на відстані близько 210 км на північний захід від Рима, 45 км на південь від Флоренції, 20 км на північний захід від Сієни.
Населення — 21 664 особи (2014).

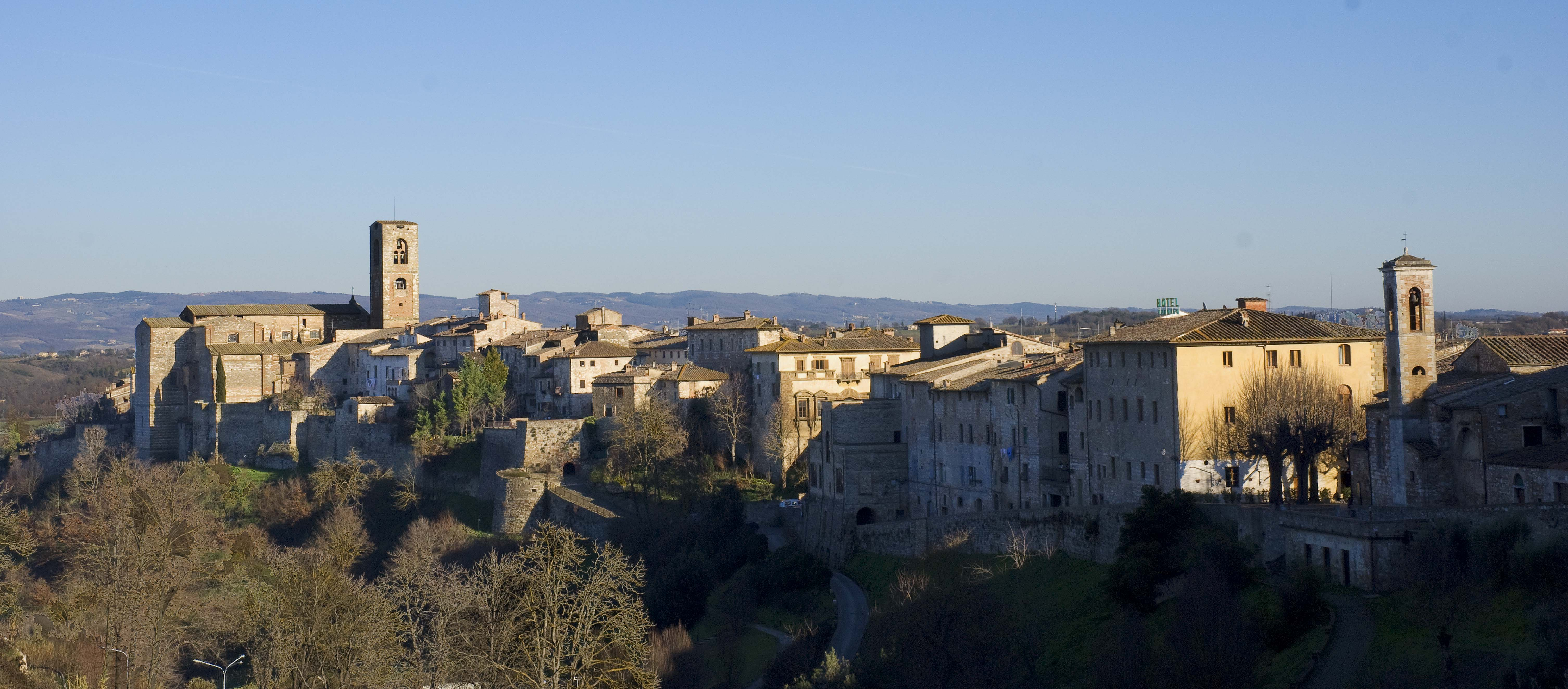

Щорічний фестиваль відбувається 1 липня. Покровитель — San Marziale.

## Демографія
Населення за роками:

Станом на 1 січня 2023 року в муніципалітеті офіційно проживали 2174 іноземці з 78 країн, серед них 516 громадян країн Євросоюзу та 80 громадян України.

## Сусідні муніципалітети
- Казоле-д'Ельса
- Монтериджоні
- Поджібонсі
- Сан-Джиміньяно
- Вольтерра